# Mama's Mustache
Mama's Mustache(atualmente conhecida como Barbecue's Band
) é uma banda brasileira de heavy metal e Hard Rock originária do estado do Rio de Janeiro 

## História
A Banda é formada exclusivamente por estudantes da Escola técnica estadual Visconde de Mauá , que se localiza no Bairro de Marechal Hermes.

## Integrantes
Claudio Murat - Guitarra solo (2010 - Presente) 
Thássio - Guitarra Base (2010 - Presente)
Victor - Bateria , e vocais de apoio (2010 - Presente)
Filipe Brauns - Baixo (2010 - Presente)
Johnny(Again) - Vocal Principal (2010 - Presente)

## Ex Integrantes
Bateria:
Filipe Brauns - Brauns (2010)
Contrabaixo:
José Carlos - Zépreto (2010)| Thiago Dias - Preto (2010)
Vocal: 
João Gabriel - Johnny (2010) | Felipe Brauns - Brauns (2010)

## Participações Especiais
Durante um Show da Turnê atual a banda contou coma Presença do vocalista Jhony. E Tambem o Vocalista Da Banda Rocket Launcher Tús fez uma Participação Especial Cantando Um Trecho De Uma Das Canções Cover feitas Pela Barbecue's Band

## Proximidade com a banda rocket launcher
O Numero de Integrantes em comum , e o contato entre os integrantes torna a rocket launcher e a Barbecue's Band
bandas irmãs , podemos citar 
como exemplo um momento muito curioso de uma recente apresentação da banda.
No meio do Show do 'Mama's' no momento em que a banda fazia um cover do Grupo Canadense de Metal Alternativo Three days Grace (tocando a canção 'I hate Everything about you)  o vocalista da banda rocket launcher, Tús subiu no palco e cantou Junto com Filipe Brauns o refrão da musica.